# 帕普斯

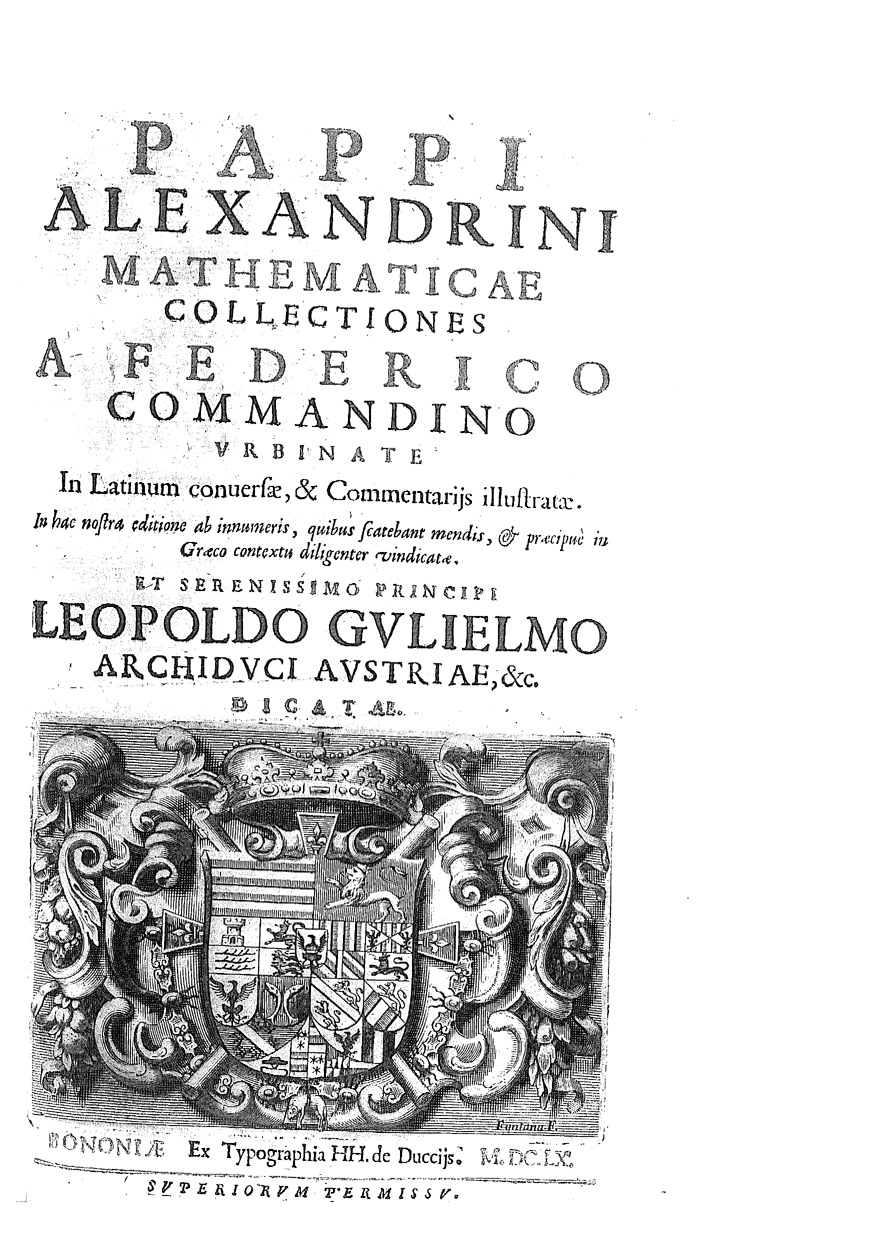
Mathematicae collectiones, 1660

亚历山大的帕普斯（约290年—约350年）也译巴普士，是罗马帝国晚期的伟大的古希腊数学家，著有《数学汇编》（Synagoge）一书，该书记录了许多重要的古希腊数学成果，在数学史上意义重大。
出生于今埃及亚历山大港，主要活跃于公元4世纪早期，其生平不详。根据其著作推断，帕普斯主要当数学老师。著书甚多，主要作品《数学汇编》成书约340年，全书共有8卷，现今仅存的希腊文版本首尾部分有缺失，仅有第3卷至第7卷及第2卷和第8卷的部分存世。该书经费代里科·科曼迪诺翻译成拉丁文后开始在欧洲广为流传，书中的几何原理和方法影响了包括勒内·笛卡儿，皮埃尔·德·费马和艾萨克·牛顿在内的诸多数学家。